# Csurka Eszter
Csurka Eszter (Budapest, 1969. szeptember 27. –) Munkácsy Mihály-díjas magyar képzőművész.

## Életpályája
Csurka Eszter igazi "összművész": festő, szobrász, performer, fotós, rendező, színész, díszlettervező. Festményeit gyakran vegyes technikával, vagy kollázzsal készíti, szürreális motívumok, filmszerű látásmód jellemzi. 
Az Iparművészeti Főiskolán fotót és alkalmazott grafikát tanult (1991-1997), emellett a Színművészeti Főiskola rendező-operatőr szakát is látogatta (1992-1994). 1991-től szerepel kiállításokon. Első egyéni kiállítását 1994-ben, Szentendrén rendezte. Tagja a Fiatal Iparművészek Stúdiójának és a Magyar Alkotóművészek Szövetségének. Budapesten él és alkot.

## Válogatott egyéni tárlatai
- 1994 - Vajda LSG, Szentendre • Péntek 13, Végállomás Galéria, Budapest
- 1995 - Pro Cultura Alapítvány, Budapest (kat.)
- 1996 - Halak a hálóban, Szkéné, Merlin, MU Színház, Budapest • Pro Cultura Alapítvány, Budapest
- 1997 - Duo [Paál Zsuzsával], Szkéné, Merlin Színház, Budapest • Tarot, Végállomás Galéria, Budapest
- 1998 - Dynasoft Galéria, Budapest • Budapest Galéria Lajos u., Budapest [Paál Zsuzsával] • Kifutó, FISE Galéria, Budapest
- 2000 - Duna Galéria, Budapest
- 2001 - Galerie H. Kollmann, Bécs
- 2002 - Várfok Galéria - XO Terem, Budapest • K. Bazovsky Ház, Budapest • Pécsi Galéria, Pécs • Gag Galéria, Budapest
- 2003 - Magma Galéria, Budapest • K. Petrys Galéria, Budapest
- 2004 - ZabArt - kenyér-performance-ról készült filmek vetítése és kiállítás, Örökmozgó mozi, Budapest
- 2005 - Várfok Galéria - XO Terem, Budapest
- 2006 - Eleven szimbólumok, Zsinagóga Galéria, Eger • K. Petrys Ház • Bifokál, Bartók 32 Galéria (Szépfalvi Ágnessel) • Új képek, Várfok Galéria - XO Terem, Budapest
- 2008 - Új képek, B55 Kortárs Galéria, Budapest
- 2009 - Csurka Eszter kiállítása, Ericsson Képzőművészeti Galéria, Budapest
- 2011 - Vágy, Fővárosi Képtár - Kiscelli Múzeum, Budapest
- 2013 - Otthon, édes otthon, A38 Kiállítóhely, Budapest • A tengerpartra, Ernst Múzeum, Budapest
- 2014 - Messze jó, Karinthy Szalon, Budapest

## Válogatott csoportos tárlatai
- 1991 - Spirál, Petőfi Csarnok, Budapest
- 1992 - Színjáték, Szkéné Színház, Budapest
- 1995 - Performance, Angie Hiesel kurzusa • Kilenc etűd (Jo Andressel), Petőfi Csarnok
- 1998 - Kollázs, Vigadó Galéria, Budapest • Álom, Vigadó Galéria, Budapest • Fiatal Iparművészek Stúdiója, Kecskeméti Képtár
- 2008 - Mosolygó Mona Lisa II., avagy kép, tér, szín, nő (Papageorgiu Andreával, Mátis Ritával), Magyarországi Volksbank Zrt. Istenhegyi úti bankfiókja, Budapest • Molnár Ani Galéria bemutatkozó kiállítása, Budapest
- 2010 - Párhuzamok II., Lena & Roselli Galéria, Budapest • A HUNGART Egyesület 2009. évi ösztöndíjas művészeinek kiállítása, Magyar Alkotóművészek Háza - Olof Palme-ház, Budapest
- 2011 - 12+1, Symbol Art Galéria, Budapest
- 2012 - Mi a magyar?, Műcsarnok, Budapest • Hálózatba kapcsolt társadalom, Ericsson Képzőművészeti Galéria, Budapest

## Performance-ok
- 1999 - Vizek őrei, Műcsarnok, Budapest • Kert performance, Kiscelli Múzeum, templomtér, Budapest
- 2003 - Zab-Art, Kenyér performance, Várfok Galéria, Budapest
- 2004 - Illúzió performance, A38, Budapest
- 2005 - Penge performance, Ludwig Múzeum, Művészetek Palotája, Budapest
- 2009 - Víz alatti szoborkészítés, tavaszi fesztivál, Sportmax, Budapest

## Színházi rendezések
- 1996 - Halak a hálóban látványszínház, Szkéné, Merlin, MU Színház, Budapest
- 1997 - DUO látványszínház, Szkéné, Merlin, Budapest

## Művei közgyűjteményekben
- Magyar Nemzeti Galéria, Budapest
- Pécsi Képtár
- MODEM, Debrecen
- Kiscelli Múzeum, Budapest
- Dobó István Vármúzeum, Eger
- Strabag-gyűjtemény, Budapest
- T-Mobile Gyűjtemény
- Esztergomi Vármúzeum
- VYOM, Centre for Contemporary Art, Dzsaipur, India
- Paksi Képtár